# Ниша (Можгинський район)
Ни́ша (рос. Ныша) — присілок в Можгинському районі Удмуртії, Росія.
1978 року до присілка були приєднані сусідні присілки Мамашур та Новий Ошмес.
Урбаноніми:
- вулиці — Жовтнева, Заставкова, Кіршина, Молодіжна, Нагірна, Нова, Новоошмеська, Ошмеська, Паркова, Учительська

## Населення
Населення — 971 особа (2010; 959 в 2002).
Національний склад станом на 2002 рік:
- удмурти — 53 %
- росіяни — 44 %